# Locha hyalina
Locha hyalina är en fjärilsart som beskrevs av Walker 1854. Locha hyalina ingår i släktet Locha och familjen mätare. Inga underarter finns listade i Catalogue of Life.